# シュンドルボン
シュンドルボン（英語：The Sundarbans、ベンガル語: সুন্দরবন、ヒンディー語: सुंदरवन）はバングラデシュ・クルナ管区南部からインド・西ベンガル州の南24パルガナー県にまたがるマングローブの群生地帯。バングラデシュ側はそのほとんどの地域が政府によって保護されており、1997年には国際連合教育科学文化機関の世界遺産（自然遺産）に登録された。1987年に自然遺産に登録済みのインドのスンダルバンス国立公園も同様の保護区である。シュンドルボンはベンガル語で文字通りには〈美しい森〉を意味する（< সুন্দর sundara〈美しい〉+ বন bana〈森〉）が、むしろこの地域に生育するアオイ科サキシマスオウノキ属のスンドリの木（ベンガル語: সুন্দরী sundarī; 学名: Heritiera fomes）が関連していると考えられる。ヒンディー語ではスンダルバンと呼ばれる。またシュンダバンズと表記している資料も存在する。

位置図

## 概要
総面積100万haの大森林地帯であり、世界最大のマングローブ天然林である。この内、62%にあたる57万7,000haがバングラデシュ側に存在する。
シュンドルボンはベンガル湾に注ぐガンジス川、ブラマプトラ川とメグナ川のデルタ地帯に位置しており、泥が平たく蓄積した湿地帯である。数千の川と水路、入り江が複雑に入り組み、この環境がマングローブの群生地帯を生んだ。一方でアクシスジカなどの多数のシカやイリエワニ、サル、ベンガルトラ、バタグールガメ、インドニシキヘビが棲息しており、その他キガシラウミワシ、アジアヒレアシ、シロハラウミワシ、カワセミ類などの鳥類も240種類以上確認されている事などから、動物の聖地である。海岸には、定住性のニタリクジラの他、カワゴンドウ、スナメリ、ミナミハンドウイルカ、マダライルカ、ハシナガイルカ、ウスイロイルカや希少種のガンジスカワイルカなど貴重な鯨類が数多く見られる。他にはガンジスメジロザメも生息している。1992年にラムサール条約登録地となった。
一帯にはクルナ港、モングラ港などの港湾がある。夏場はサイクロンが襲いかかるため、入域は乾季に限られる。

## 登録された地域
シュンドルボンは以下の地域が登録されている。
- シュンドルボン国立公園
- シュンドルボン西野生生物保護区
- シュンドルボン東野生生物保護区
- シュンドルボン南野生生物保護区

## 登録基準
この世界遺産は世界遺産登録基準のうち、以下の条件を満たし、登録された（以下の基準は世界遺産センター公表の登録基準からの翻訳、引用である）。
- (9) 陸上、淡水、沿岸および海洋生態系と動植物群集の進化と発達において進行しつつある重要な生態学的、生物学的プロセスを示す顕著な見本であるもの。
- (10) 生物多様性の本来的保全にとって、もっとも重要かつ意義深い自然生息地を含んでいるもの。これには科学上または保全上の観点から、すぐれて普遍的価値を持つ絶滅の恐れのある種の生息地などが含まれる。

## 開発の危機
バングラデシュ政府がシュンドルボン内に火力発電所の建設を進めており、ユネスコ（世界遺産センター）と国際自然保護連合（IUCN）が警告を発しているが、バングラデシュ政府は意に介しておらず、世界遺産委員会は危機遺産指定や登録の抹消を示唆している。

## ギャラリー

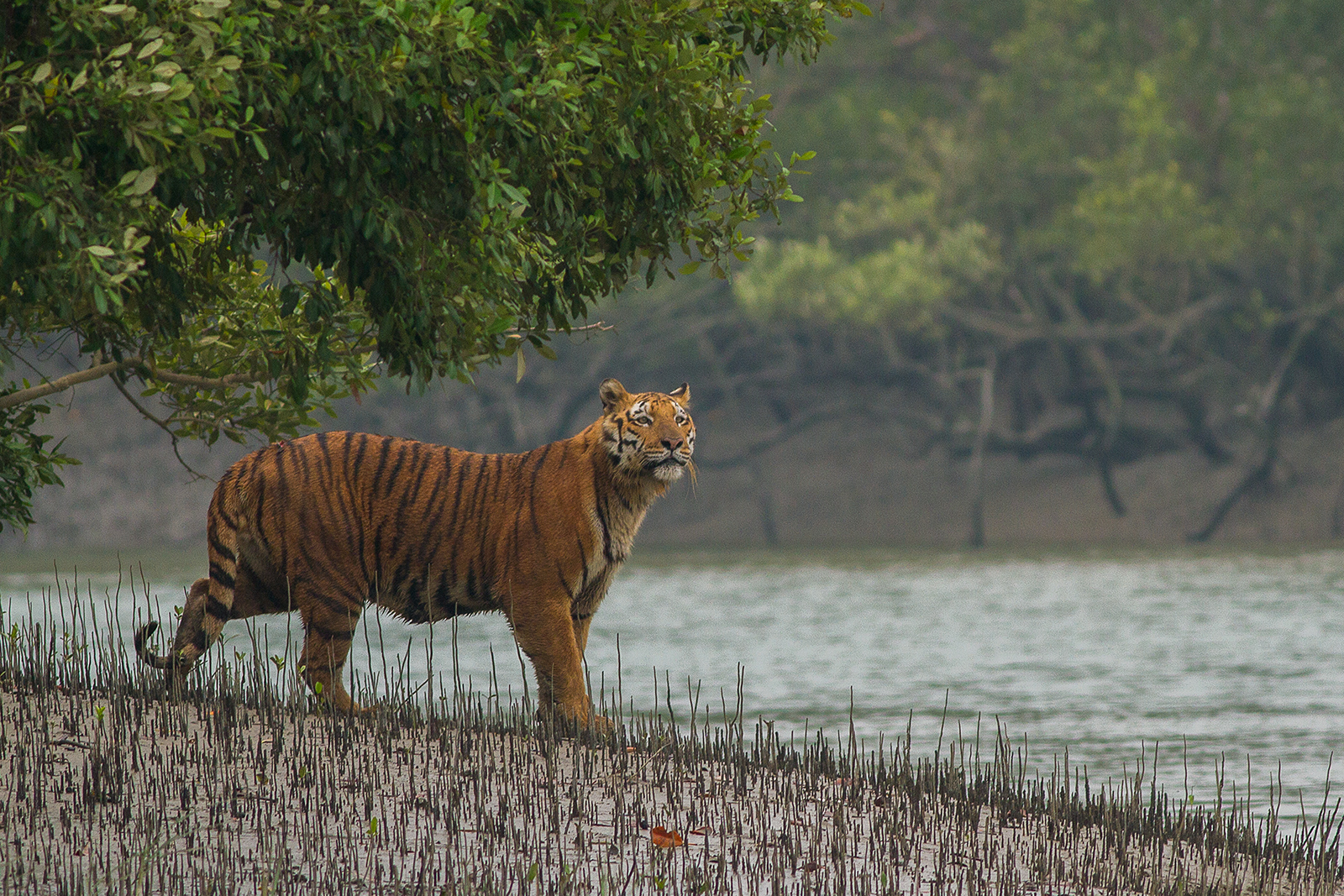
シュンドルボンのベンガルトラ
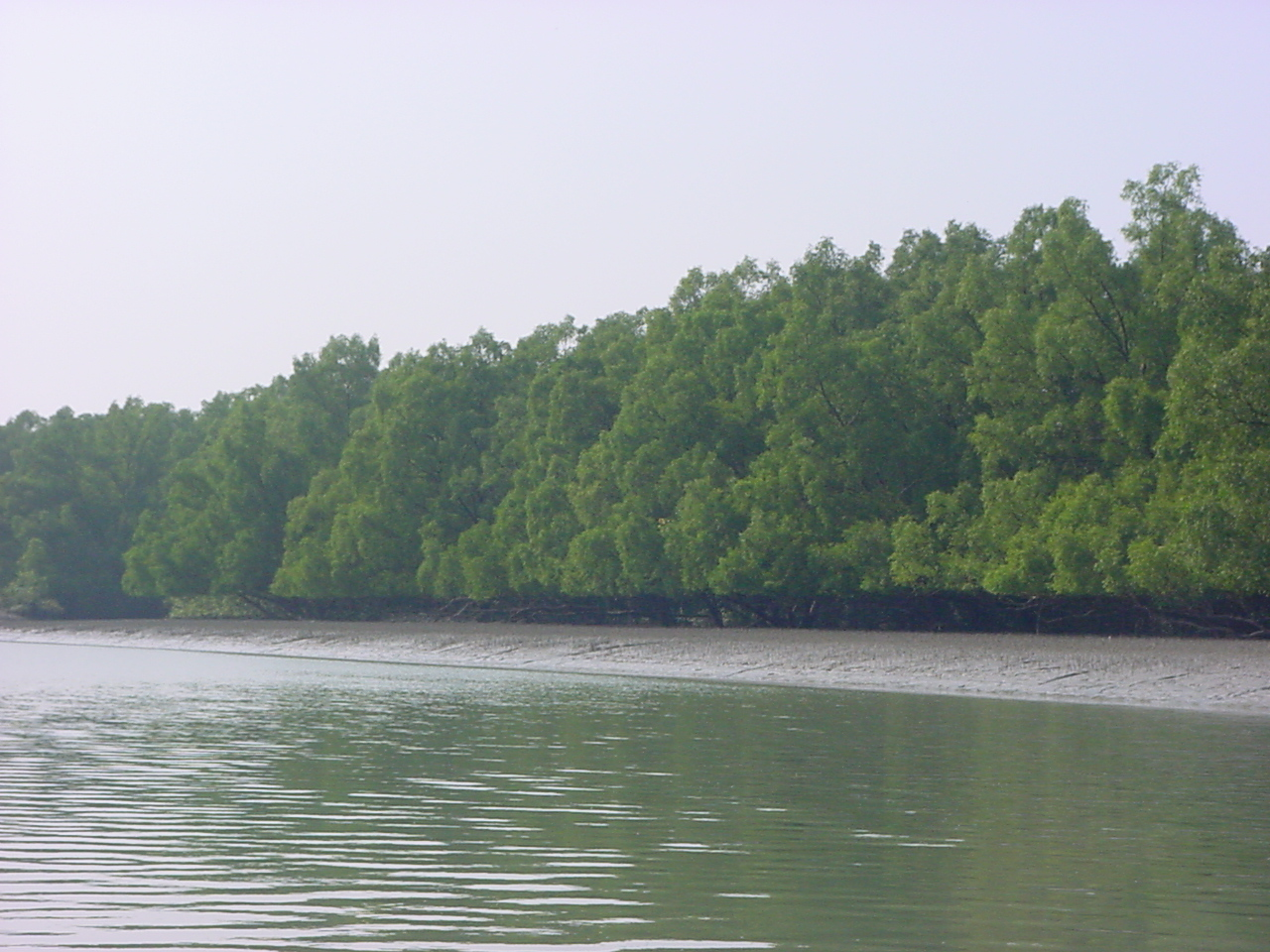
シュンドルボン
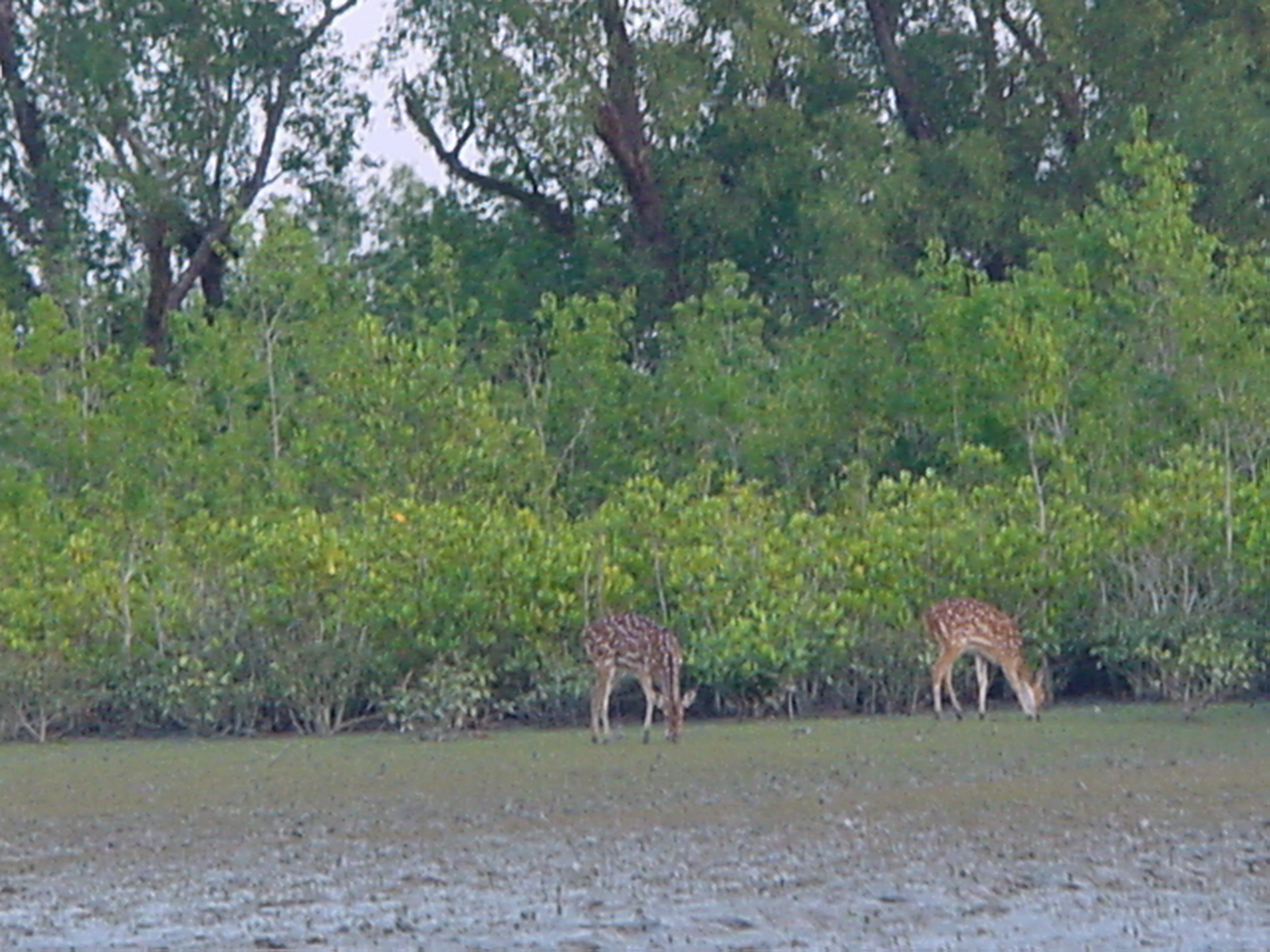
マングローブの森とシカの群れ
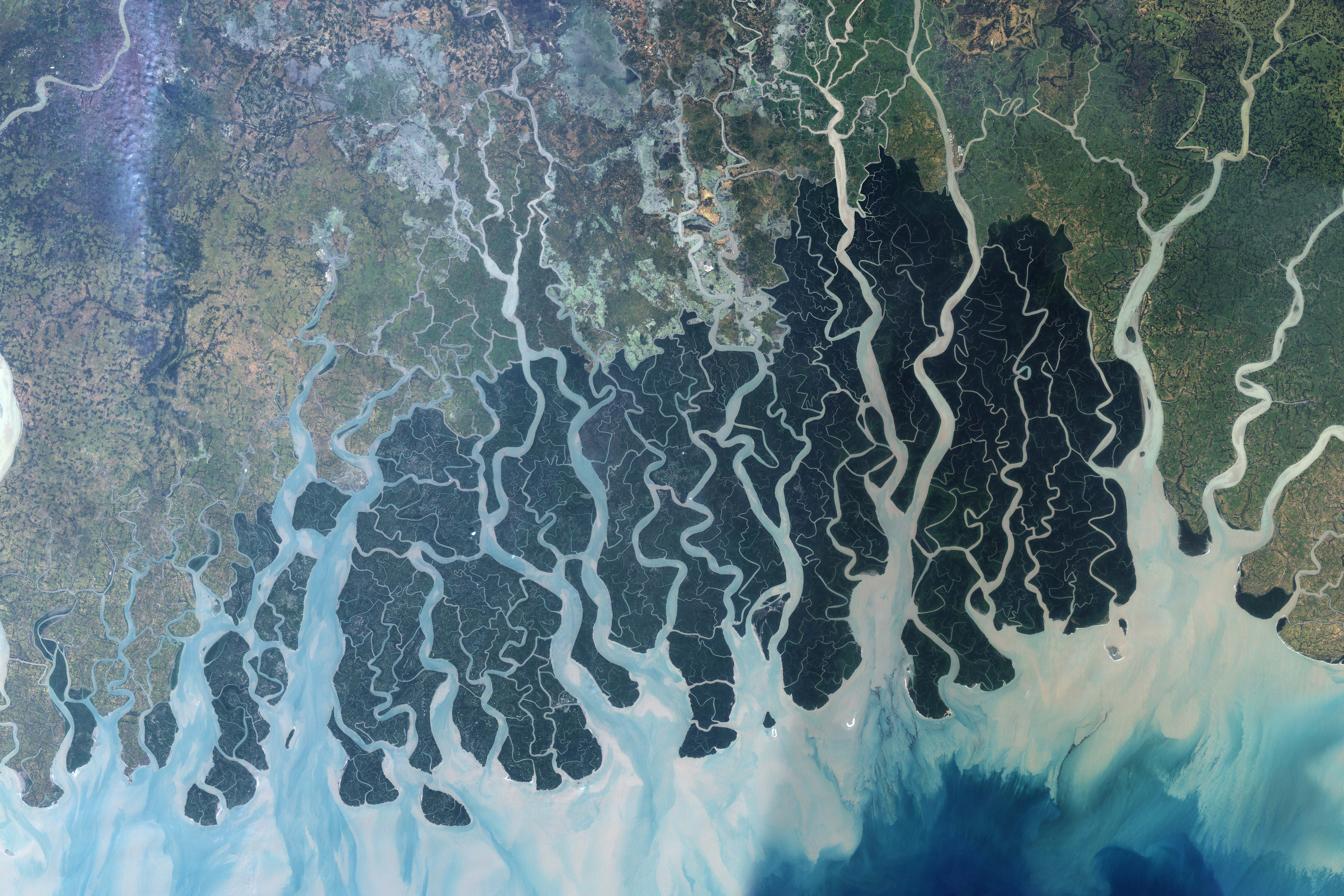
シュンドルボンの衛星写真